# エバンズビル・オッターズ
エバンズビル・オッターズ（Evansville Otters）は、プロ野球独立リーグのフロンティアリーグ（西地区）に加盟している野球チーム。本拠地は、アメリカ合衆国インディアナ州エバンズビル。

## 概要
1993年にランカスター・スコーツ（Lancaster Scouts）として創設され、フロンティアリーグに加盟。
1995年、本拠地変更に伴い、チーム名を現在のエバンズビル・オッターズに変更。
1997年、2000年、2003年、2004年、2006年と地区優勝を果たしているが、リーグ優勝を果たしたのは、2006年のみである。

## 所属選手
| 投手 - 6 トレヴァー・ウォルチ (Trevor Walch) - 13 スコット・ワイスマン (Scott Weismann) - 17 ロバート・ラマー (Robert Ramer) - 18 ライアン・ザモルスキー (Ryan Zamorsky) - 20 マット・ジェリンスキー (Matt Zielinski) - 22 オーランド・サントス (Orlando Santos) - 27 エリック・マシンガム (Eric Massingham) - 31 イバン・モット (Evan Mott) - 35 マイク・ハンリー (Mike Hanley) - 44 ライアン・ギブソン (Ryan Gibson) - 46 アンソニー・コラーゾ (Anthony Collazo) 捕手 - 7 ジョン・ネスター (John Nester) - 33 ブライアン・エリー (Brian Erie) - 36 ジョー・ソロメノ (Joe Solomeno) | 投手 - 6 トレヴァー・ウォルチ (Trevor Walch) - 13 スコット・ワイスマン (Scott Weismann) - 17 ロバート・ラマー (Robert Ramer) - 18 ライアン・ザモルスキー (Ryan Zamorsky) - 20 マット・ジェリンスキー (Matt Zielinski) - 22 オーランド・サントス (Orlando Santos) - 27 エリック・マシンガム (Eric Massingham) - 31 イバン・モット (Evan Mott) - 35 マイク・ハンリー (Mike Hanley) - 44 ライアン・ギブソン (Ryan Gibson) - 46 アンソニー・コラーゾ (Anthony Collazo) 捕手 - 7 ジョン・ネスター (John Nester) - 33 ブライアン・エリー (Brian Erie) - 36 ジョー・ソロメノ (Joe Solomeno) | 内野手 - 4 スティーブ・マリノ (Steve Marino) - 5 テイラー・ブラック (Taylor Black) - 8 ニック・シュワナー (Nick Schwaner) - 10 ライアン・クレスキー (Ryan Kresky) - 29 フランク・マルティネス (Frank Martinez) - 39 ジェームズ・マラード (James Mallard) 外野手 - 19 JR・ヒグレイ (J.R. Higley) - 26 リカルド・リスカーノ (Ricardo Lizcano) - 34 ジョン・シュルツ (John Schultz) - 43 クリス・エルダー (Chris Elder) アクティブ・ロースター外 - 0 CJ・ヘンリー (C.J. Henry)(外野手) - 0 ブレーク・モナー (Blake Monar)(投手) - 1 ホセ・ベレス (Jose Velez)(投手) | 内野手 - 4 スティーブ・マリノ (Steve Marino) - 5 テイラー・ブラック (Taylor Black) - 8 ニック・シュワナー (Nick Schwaner) - 10 ライアン・クレスキー (Ryan Kresky) - 29 フランク・マルティネス (Frank Martinez) - 39 ジェームズ・マラード (James Mallard) 外野手 - 19 JR・ヒグレイ (J.R. Higley) - 26 リカルド・リスカーノ (Ricardo Lizcano) - 34 ジョン・シュルツ (John Schultz) - 43 クリス・エルダー (Chris Elder) アクティブ・ロースター外 - 0 CJ・ヘンリー (C.J. Henry)(外野手) - 0 ブレーク・モナー (Blake Monar)(投手) - 1 ホセ・ベレス (Jose Velez)(投手) |
| 2013年8月30日更新 [公式サイト(英語)より：ロースター 選手の移籍・故障情報] | | | |

## 過去の主な所属選手
- ジョージ・シェリル (1999 - 2000、元：ボルチモア・オリオールズ)
- 根鈴雄次 (2001)
- 村西辰彦 (2003、元：日本ハムファイターズ)
- アンドリュー・ワーナー (2009 - 2010、元：オークランド・アスレチックス傘下)